# Wilbur Little
Wilbur Little (né le 1928 à Parmele en Caroline du Nord, mort en 1987 à Amsterdam) était un contrebassiste de jazz hard bop et post-bop. À l'origine il était pianiste puis choisit la basse après avoir servi dans l'armée. En 1949 il déménagea à Washington où il joua entre autres avec "Sir" Charles Thompson. Il fit partie du trio de Jay Jay Johnson de 1955 à 1958 et fut aussi le bassiste du trio de Tommy Flanagan. Il déménagea aux Pays-Bas en 1977 et y finit ses jours. 
Wilbur Little n'a jamais enregistré comme leader mais il a participé à de nombreux albums avec en particulier Bobby Jaspar, Tommy Flanagan, Randy Weston and Al Haig.